# Фотоалбум
Фотоалбумът е мястo за събиране, сортиране и съхраняване на снимки. В зависимост от физическия носител на снимките, фотоалбумите могат да бъдат:
- класически – продукт, най-често във формата на книга, в който може да се подреждат разпечатани на фотохартия снимки;
- електронни — колекция от цифрови (дигитални) изображения, записани на електронен носител — хард диск на персонален компютър или интернет сървър, оптичен диск и други.